# Årsbäcken (naturreservat)
Årsbäcken är ett naturreservat i Skinnskattebergs kommun i Västmanlands län.
Området är naturskyddat sedan 1960 och är 24 hektar stort. Reservatet ligger öster om sjön Långsvan kring två bäckar, där Årsbäcken är en. Reservatet består av lövskog med skogslind, lönn, asp och al. 